# 하하랜드
《하하랜드》는 2017년 8월 2일부터 2018년 5월 30일까지 방송된 MBC TV의 동물 전문 교양 프로그램이다.

## 기획 의도
사람과 반려동물 사이의 교감을 주제로 다양한 이야기를 들려주는 프로그램.

## 방송 시리즈
| 방송 시즌 | 방송 횟수 | 프로그램명 | 방송 기간                         | MC            | 출연진 패널                 |
| --------- | --------- | ---------- | --------------------------------- | ------------- | --------------------------- |
| 1기       | 24부작    | 하하랜드   | 2017년 8월 2일 ~ 2018년 1월 17일  | 노홍철 유진   | 지상렬 송은이 찬미          |
| 2기       | 16부작    | 하하랜드   | 2018년 1월 24일 ~ 2018년 5월 30일 | 노홍철 송은이 | 박정윤 이정모 장이권 조승연 |

## 시청률
시즌 1
- AGB 닐슨 미디어리서치

| 회차 | 방송 일자        | 전국 시청률(증감치) |
| ---- | ---------------- | ------------------- |
| 1회  | 2017년 8월 2일   | 5.0%                |
| 2회  | 2017년 8월 9일   | 4.9% (-0.1)         |
| 3회  | 2017년 8월 16일  | 4.7% (-0.2)         |
| 4회  | 2017년 8월 23일  | 4.0% (-0.7)         |
| 5회  | 2017년 8월 30일  | 4.7% (+0.7)         |
| 6회  | 2017년 9월 6일   | 4.8% (+0.1)         |
| 7회  | 2017년 9월 13일  | 3.7% (-1.1)         |
| 8회  | 2017년 9월 20일  | 3.8% (+0.1)         |
| 9회  | 2017년 9월 27일  | 3.6% (-0.2)         |
| 10회 | 2017년 10월 4일  | 3.3% (-0.3)         |
| 11회 | 2017년 10월 11일 | 4.7% (+1.4)         |
| 12회 | 2017년 10월 18일 | 1.5% (-3.4)         |
| 13회 | 2017년 10월 25일 | 2.1% (+0.6)         |
| 14회 | 2017년 11월 1일  | 3.2% (+1.1)         |
| 15회 | 2017년 11월 8일  | 3.8% (+0.6)         |
| 16회 | 2017년 11월 15일 | 4.0% (+0.2)         |
| 17회 | 2017년 11월 22일 | 3.6% (-0.4)         |
| 18회 | 2017년 12월 6일  | 4.7% (+1.1)         |
| 19회 | 2017년 12월 13일 | 4.0% (-0.7)         |
| 20회 | 2017년 12월 20일 | 3.2% (-0.8)         |
| 21회 | 2017년 12월 27일 | 2.6% (-0.6)         |
| 22회 | 2018년 1월 3일   | 3.7% (+1.1)         |
| 23회 | 2018년 1월 10일  | 3.6% (-0.1)         |
| 24회 | 2018년 1월 17일  | 3.1% (-0.5)         |

시즌 2
- AGB 닐슨 미디어리서치

| 회차 | 방송 일자       | 전국 시청률(증감치) |
| ---- | --------------- | ------------------- |
| 1회  | 2018년 1월 24일 | 3.7%                |
| 2회  | 2018년 1월 31일 | 3.9% (+0.2)         |
| 3회  | 2018년 2월 7일  | 3.1% (-0.8)         |
| 4회  | 2018년 2월 28일 | 4.2% (+1.1)         |
| 5회  | 2018년 3월 7일  | 3.6% (-0.6)         |
| 6회  | 2018년 3월 14일 | 2.1% (-1.5)         |
| 7회  | 2018년 3월 21일 | 4.1% (+2.0)         |
| 8회  | 2018년 3월 28일 | 3.4% (-0.7)         |
| 9회  | 2018년 4월 11일 | 3.6% (+0.2)         |
| 10회 | 2018년 4월 18일 | 3.2% (-0.4)         |
| 11회 | 2018년 4월 25일 | 2.4% (-0.8)         |
| 12회 | 2018년 5월 2일  | 3.2% (+0.8)         |
| 13회 | 2018년 5월 9일  | 3.4% (+0.2)         |
| 14회 | 2018년 5월 16일 | 3.8% (+0.4)         |
| 15회 | 2018년 5월 23일 | 3.1% (-0.7)         |
| 16회 | 2018년 5월 30일 | 3.5% (+0.4)         |

## 같이 보기
- 반려동물

## 동일 소재 프로그램
- 우리말 겨루기 (KBS 교양운영팀 제작)
- 가족오락관, 상상오락관, 옥탑방의 문제아들 (KBS 예능운영팀 제작)
- 동물의 왕국, 동물의 세계, 동물극장 단짝 (KBS 1TV)
- 주주클럽, 슈퍼독, 단짝, 은밀하고 위대한 동물의 사생활, 개는 훌륭하다, 동물은 훌륭하다, 나는 아픈 개와 산다, 펫 비타민 (KBS 2TV)
- 동물일기, 야옹멍멍 귀여워, 세상에 나쁜 개는 없다, 고양이를 부탁해, 아기 동물 귀여워, 펫하트, 극한 직업 (EBS 1TV)
- 세계의 비밀 수호대 번개맨 (EBS 2TV)
- 타타와 쿠마 (EBS·5BRICKS 공동 제작)
- 와우! 동물천하, 애니멀즈, 오래봐도 예쁘다, 2020 추석특집 아이돌 멍멍 선수권대회, 심장이 뛴다 38.5 (MBC TV)
- TV 동물농장, 어쩌다 마주친 그 개, 펫미픽미, 푸바오와 할부지, 생활의 달인, 더솔져스, 검은 양 게임 (SBS TV)
- 마리와 나, 그랜드 부다개스트, 우리집 막내극장 (JTBC)
- 기막힌 동물원, 우리집에 해피가 왔다 (MBN)
- 동고동락, 개먼드라마 파트라슈 (TV조선)
- 대화가 필요한 개냥, 냐옹은 페이크다, 캣츠 앤 독스, 슬기로운 의사생활, 슬기로운 의사생활 시즌2, 해치지 않아, 해치지 않아 X 스우파, 슈퍼액션 (tvN)
- 펫토리얼리스트 (온스타일)
- 이 주의 책 (cpbc FM)
- 개별방송, 식빵 굽는 고양이, 잘살아보시개, 오 마이 펫, 여자친구! 강아지를 부탁해, 펫 닥터스 (skyPetpark)
- 상상고양이 (MBC 에브리원)
- 달려라 댕댕이 (MBC 에브리원, MBC 스포츠플러스 공동 제작)
- 펫츠고! 댕댕트립 (SBS 플러스)
- 소나무의 펫하우스 (SBS M)
- 라디오 북클럽, 주말하이킥 이윤석입니다 (MBC 표준FM)
- 개밥 주는 남자, 너는 내 운명, 서민갑부 (채널A)
- 천재! 시무라 동물원 (日 NTV)
- 도그 위스퍼러 (美 NGC채널)
- 지옥에서 온 고양이 (美 애니멀 플래닛)
- 개과천선 아메리카 (영국 채널 4, Sky One)